# National Museums Liverpool
Les National Museums Liverpool (« musées nationaux de Liverpool » en anglais), abrégé en NML, connu avant 2003 sous le nom de National Museums and Galleries on Merseyside (« galeries et musées nationaux du Merseyside »), regroupe plusieurs musées et galeries d'art de Liverpool et de ses environs. Tous ces musées sont libres d'accès. C'est un non-departmental public body (« organisme public non ministériel ») sous la tutelle du département de la Culture, des Médias et du Sport britannique.
C'est en 1851 que fut fondé le Derby Museum qui est à l'origine des National Museums Liverpool. Il devient un groupe de musées en 1986. Actuellement il comprend 8 établissements, dont un hors de Liverpool : la Galerie d'art Lady Lever, qui se trouve dans le Wirral.
Ses collections hétéroclites comptent au total plus d'un million d'objets et œuvres d'art. Les musées sont ouverts 7j/7, 361 jours par an, et toutes les expositions sont gratuites. C'est le seul musée national britannique situé entièrement hors de Londres.

## Musées et galeries d'art du NML
| Musée                                         | Année d'intégration | Statut                                            | Thème | Image |
| --------------------------------------------- | ------------------- | ------------------------------------------------- | --- | ----- |
| Galerie d'art Lady Lever                      | 1922                | Ouvert                                            | Art : peinture, sculpture et mobilier |       |
| Musée international de l'esclavage            | 2007                | Ouvert                                            | l'Esclavage ancien et moderne |       |
| Musée de Liverpool                            | 2011                | Ouvert                                            | histoire de la culture de Liverpool et de son évolution sociale, il succède au musée de la vie de Liverpool (en), ouvert de 1993 à 2006           |       |
| Musée maritime du Merseyside                  | 1980                | Ouvert                                            | Immigration, histoire de la marine |       |
| Seized! The Border and Customs uncovered (en) | 1994                | aujourd'hui intégré au Merseyside Maritime Museum | Musée des douanes, de la contrebande, du crime et de l'histoire des taxes. Anciennement connu sous le nom de HM Customs & Excise National Museum. |       |
| Sudley House                                  | 1996                | Ouvert                                            | Art, mode |       |
| Walker Art Gallery                            | 1877                | Ouvert                                            | Art : peinture, sculpture and craft |       |
| World Museum                                  | 1851                | Ouvert                                            | histoire ancienne, archéologie, ethnologie, histoire naturelle, espace et temps, science                                                          |       |
| Centre de conservation nationale (en)         | 1996                | Fermé                                             | Art, science et technique lié à la conservation du patrimoine. Fermé au public le 17 décembre 2010.                                               |       |

## Autres musées et galeries d'art de Liverpool
- 20 Forthlin Road
- 59 Rodney Street
- 251 Menlove Avenue
- The Beatles Story
- Bluecoat Chambers
- Croxteth Hall

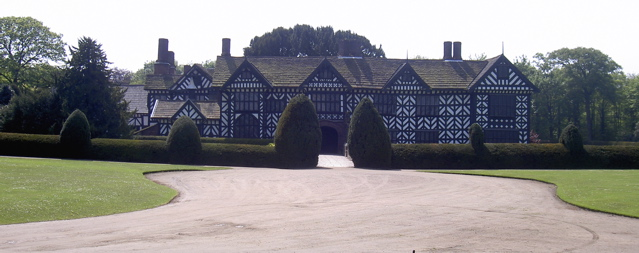
Speke Hall

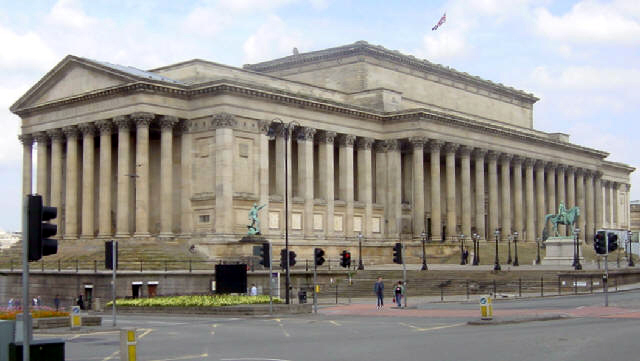
St. George's Hall

- Foundation for Art and Creative Technology
- The Oratory
- Speke Hall
- St. George's Hall
- Tate Liverpool
- Victoria Building
- Western Approaches - Liverpool War Museum
- William Brown Library and Museum
- Tunnels Williamson